# Беглик таш – Ропотамо
Беглик таш – Ропотамо е защитена местност в България, област Бургас, общините Приморско и Созопол.
Разположена е главно в крайбрежната зона на община Приморско, заема и малка част от южното крайбрежие на община Созопол.
Създадена е чрез прекатегоризиране на буферната зона на резерват Ропотамо и е обявена на 22 август 2012 г. Има площ 727,9 ha. Попада в територията на 2 защитени зони от екосистемата „Натура 2000“ – Комплекс Ропотамо по директивата за птиците и Ропотамо по директивата за местообитанията. От запад на изток се разделя от резерват Ропотамо на малка северна и дълга южна част. Там се намира природната забележителност Скалните образувания, фиордите и тюленовата пещера в местност Маслен нос.
В защитената местност се забраняват:
- всякакво ново строителството;
- паша на кози и свине;
- голи сечи и залесяване с неприсъщи за района дървесни видове.[1]

Разрешава се:
- ползването на горите като такива със специално предназначение;
- регулиране числеността на дивеча;
- ползване на пасищни площи, ливади и обработваеми земи;
- ползване на пясъчната ивица за плажуване.